# WTF?!
WTF?! – siedemnasty album studyjny niemieckiego zespołu industrialnego KMFDM, wydany 26 kwietnia 2011 roku przez KMFDM i Metropolis Records. Promowały go dwa single: "Krank" i "Amnesia".

## Opis
Album WTF?! został wydany 26 kwietnia 2011 roku. Zespół nieco zmienił swój styl muzyczny w piosenkach na tym albumie. Są one utrzymywane w stylu industrialnym lecz wiele z utworów jest zbliżonych do bardziej elektronicznego i popowego stylu. Utwór Take It Like A Man, z wokalem Lucii Cifarelli, odbiega od industrialu i jest w stylu disco i rave. Piosenki z albumu były nagrywane w kilku różnych studiach muzycznych w Niemczech i USA.

## Lista utworów
1. "Krank" - 5:11
2. "Come On – Go Off" - 4:18
3. "Rebels in Kontrol" - 4:45
4. "Lynchmob" - 4:56
5. "Take It Like a Man" - 3:50
6. "Vive la Mort!" - 4:07
7. "Dystopia" - 4:57
8. "Panzerfaust" - 4:10
9. "Spectre" - 4:10
10. "Amnesia" - 5:05
11. "Death & Burial of C. R." - 5:20